# Montagrier
Montagrier est une commune française située dans le département de la Dordogne, en région Nouvelle-Aquitaine.
De 1790 à 2015, la commune était le chef-lieu du canton de Montagrier.

## Géographie

### Généralités
La commune de Montagrier, entièrement située en rive droite de la Dronne qui la sépare de Tocane-Saint-Apre, comprend également plusieurs îles situées au milieu de la Dronne, notamment au niveau du Moulin du Pont.
Le bourg de Montagrier, en bordure sud de la départementale 104E, traversé par la route départementale 103, se situe, en distances orthodromiques, 11 kilomètres à l'est-nord-est de Ribérac et 17 kilomètres au sud-ouest de Brantôme.

### Communes limitrophes
Seules trois communes entourent Montagrier : Grand-Brassac au nord-ouest, au nord et à l'est, Tocane-Saint-Apre au sud et Saint-Victor à l'ouest. Au sud-ouest, son territoire communal est distant de moins de 150 mètres de celui de Douchapt.
|              |                   | Grand-Brassac |
| Saint-Victor | Montagrier        |               |
|              | Tocane-Saint-Apre |               |

### Géologie et relief

#### Géologie
Situé sur la plaque nord du Bassin aquitain et bordé à son extrémité nord-est par une frange du Massif central, le département de la Dordogne présente une grande diversité géologique. Les terrains sont disposés en profondeur en strates régulières, témoins d'une sédimentation sur cette ancienne plate-forme marine. Le département peut ainsi être découpé sur le plan géologique en quatre gradins différenciés selon leur âge géologique. Montagrier est située dans le troisième gradin à partir du nord-est, un plateau formé de calcaires hétérogènes du Crétacé.
Les couches affleurantes sur le territoire communal sont constituées de formations superficielles du Quaternaire datant du Cénozoïque et de roches sédimentaires du Mésozoïque. La formation la plus ancienne, notée c4a-c, date du Santonien inférieur à supérieur, composée de calcaires crayeux gris glauconieux en plaquettes évoluant dans le secteur sud avec apparition de silex noirs ou bruns et de rudistes (formation de Saint-Laurent-sur-Manoire). La formation la plus récente, notée CFp, fait partie des formations superficielles de type colluvions indifférenciées de versant, de vallon et plateaux issues d'alluvions, molasses, altérites. Le descriptif de ces couches est détaillé dans  la feuille « no 758 - Périgueux (ouest) » de la carte géologique au 1/50 000 de la France métropolitaine, et sa notice associée.

Carte géologique de Montagrier.

#### Relief et paysages

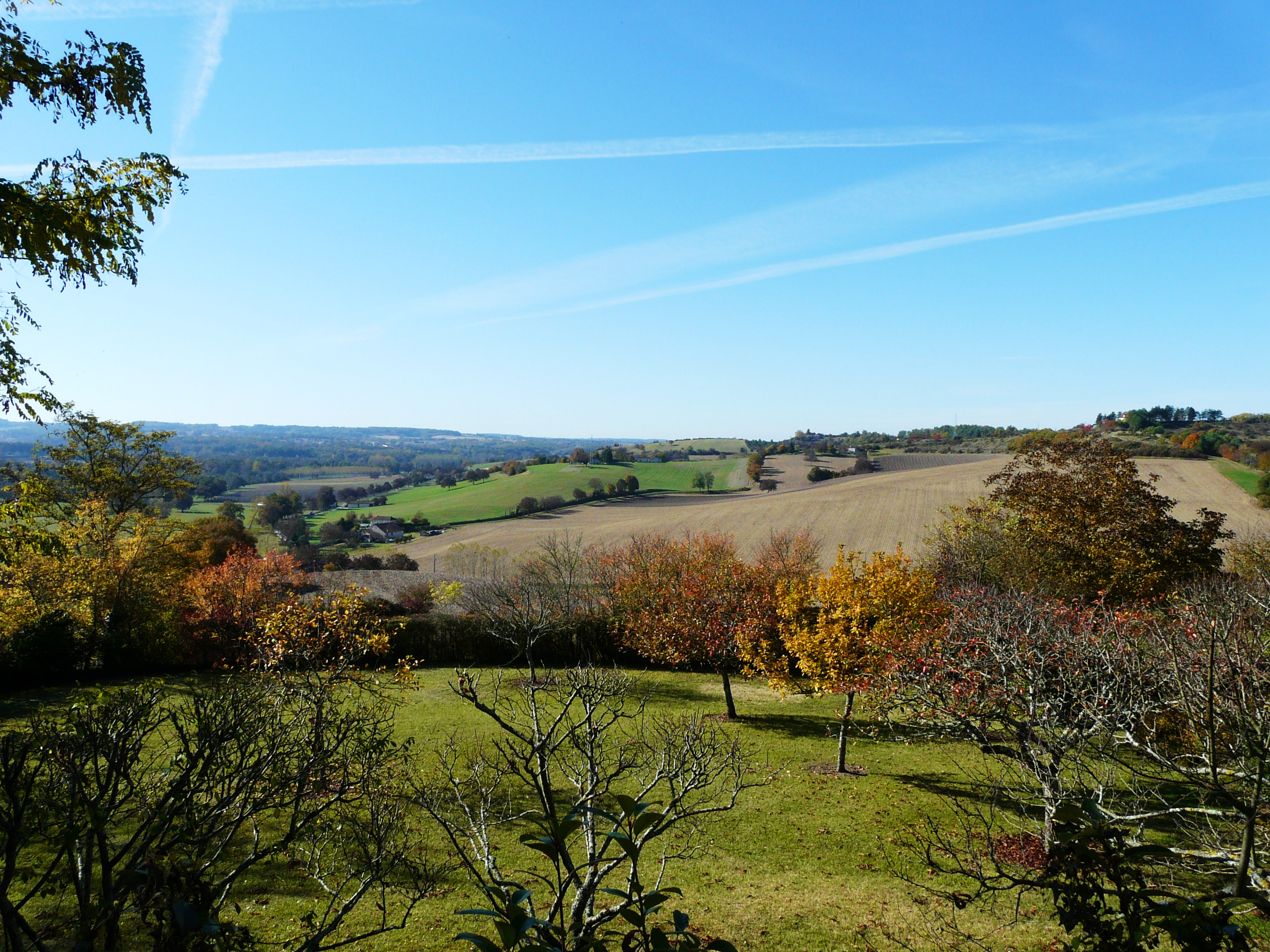
Paysage à l'ouest du bourg.

Le département de la Dordogne se présente comme un vaste plateau incliné du nord-est (491 m, à la forêt de Vieillecour dans le Nontronnais, à Saint-Pierre-de-Frugie) au sud-ouest (2 m à Lamothe-Montravel). L'altitude du territoire communal varie quant à elle entre 68 mètres au sud-ouest, là où la Dronne quitte le territoire communal pour entrer sur celui de Saint-Victor et 207 mètres à l'extrême nord, au nord-est du lieu-dit Montauffy, en limite de la commune de Grand-Brassac.
Dans le cadre de la Convention européenne du paysage entrée en vigueur en France le 1er juillet 2006, renforcée par la loi du 8 août 2016 pour la reconquête de la biodiversité, de la nature et des paysages, un atlas des paysages de la Dordogne a été élaboré sous maîtrise d’ouvrage de l’État et publié en octobre 2020. Les paysages du département s'organisent en huit unités paysagères,. La commune est dans le Ribéracois, une région naturelle possédant un relief vallonné avec des altitudes moyennes comprises autour des 130-160 m, sculpté par la Dronne et ses nombreux affluents. Les paysages sont ondulés de grandes cultures dont les vastes horizons contrastent avec les paysages plus cloisonnés de la Dordogne,.
La superficie cadastrale de la commune publiée par l'Insee, qui sert de référence dans toutes les statistiques, est de 14,04 km2,,. La superficie géographique, issue de la BD Topo, composante du Référentiel à grande échelle produit par l'IGN, est quant à elle de 14,23 km2.

### Hydrographie

#### Réseau hydrographique
La commune est située dans le bassin de la Dordogne au sein du Bassin Adour-Garonne. Elle est drainée par la Dronne, le ruisseau des Vergnes et par plusieurs petits cours d'eau, qui constituent un réseau hydrographique de 16 km de longueur totale,.
La Dronne, d'une longueur totale de 200,56 km, prend sa source dans la Haute-Vienne dans la commune de Bussière-Galant et se jette en rive droite de l'Isle — dont elle est le principal affluent — à Coutras en Gironde, au lieu-dit la Fourchée, face à la commune de Sablons,. Elle marque la limite communale au sud sur six kilomètres et demi, face à Tocane-Saint-Apre.
Affluent de rive gauche du Jallet et sous-affluent de la Dronne, le ruisseau des Vergnes borde la commune au nord et au nord-ouest sur quatre kilomètres, face à Grand-Brassac.

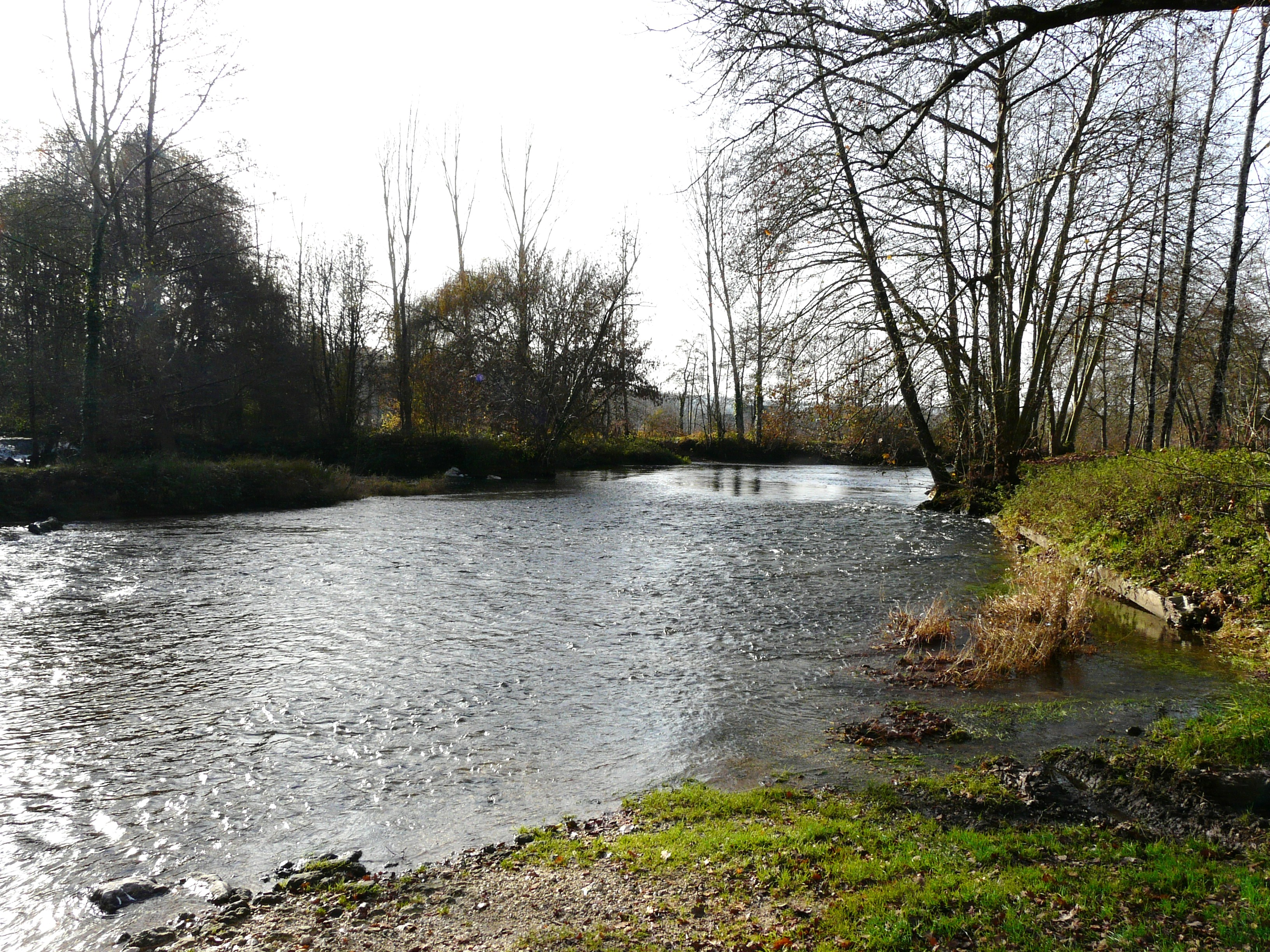
La Dronne près de Salles.
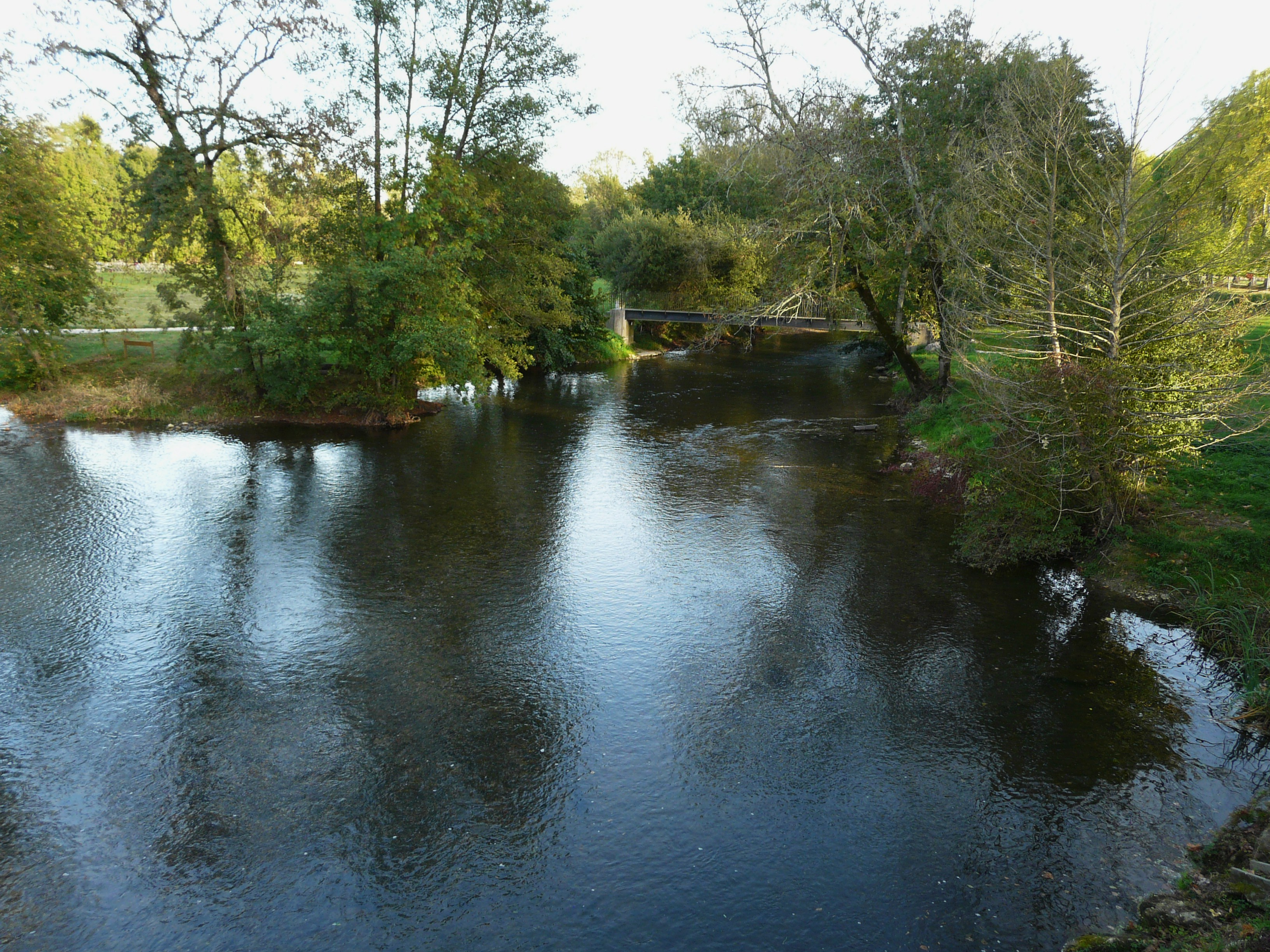
La Dronne au pont de Montagrier.
Réseaux hydrographique et routier de Montagrier.

#### Gestion et qualité des eaux
Le territoire communal est couvert par le schéma d'aménagement et de gestion des eaux (SAGE) « Isle - Dronne ». Ce document de planification, dont le territoire regroupe les bassins versants de l'Isle et de la Dronne, d'une superficie de 7 500 km2, a été approuvé le 2 août 2021. La structure porteuse de l'élaboration et de la mise en œuvre est l'établissement public territorial de bassin de la Dordogne (EPIDOR). Il définit sur son territoire les objectifs généraux d’utilisation, de mise en valeur et de protection quantitative et qualitative des ressources en eau superficielle et souterraine, en respect des objectifs de qualité définis dans le troisième SDAGE  du Bassin Adour-Garonne qui couvre la période 2022-2027, approuvé le 10 mars 2022.
La qualité des eaux de baignade et des cours d’eau peut être consultée sur un site dédié géré par les agences de l’eau et l’Agence française pour la biodiversité.

### Climat
Pour des articles plus généraux, voir Climat de la Nouvelle-Aquitaine et Climat de la Dordogne.
Historiquement, la commune est exposée à un climat océanique aquitain.  
En 2020, Météo-France publie une typologie des climats de la France métropolitaine dans laquelle la commune est exposée à un climat océanique altéré et est dans la région climatique  Aquitaine, Gascogne, caractérisée par une pluviométrie abondante au printemps, modérée en automne, un faible ensoleillement au printemps, un été chaud (19,5 °C), des vents faibles, des brouillards fréquents en automne et en hiver et des orages fréquents en été (15 à 20 jours).
Pour la période 1971-2000, la température annuelle moyenne est de 12,4 °C, avec  une amplitude thermique annuelle de 15 °C. Le cumul annuel moyen de précipitations est de 928 mm, avec 12,7 jours de précipitations en janvier et 6,9 jours en juillet. Pour la période 1991-2020, la température moyenne annuelle observée sur la station météorologique la plus proche, située sur la commune de Saint-Martin-de-Fressengeas à 2 km à vol d'oiseau, est de 12,4 °C et le cumul annuel moyen de précipitations est de 1 050,4 mm,. Pour l'avenir, les paramètres climatiques de la commune estimés pour 2050 selon différents scénarios d’émission de gaz à effet de serre sont consultables sur un site dédié publié par Météo-France en novembre 2022.

## Urbanisme

### Typologie
Au 1er janvier 2024, Montagrier est catégorisée commune rurale à habitat dispersé, selon la nouvelle grille communale de densité à 7 niveaux définie par l'Insee en 2022.
Elle est située hors unité urbaine et hors attraction des villes,.

### Occupation des sols
L'occupation des sols de la commune, telle qu'elle ressort de la base de données européenne d’occupation biophysique des sols Corine Land Cover (CLC), est marquée par l'importance des territoires agricoles (91,8 % en 2018), une proportion identique à celle de 1990 (91,8 %). La répartition détaillée en 2018 est la suivante : 
terres arables (47 %), zones agricoles hétérogènes (25,7 %), prairies (19,1 %), forêts (8,2 %). L'évolution de l’occupation des sols de la commune et de ses infrastructures peut être observée sur les différentes représentations cartographiques du territoire : la carte de Cassini (XVIIIe siècle), la carte d'état-major (1820-1866) et les cartes ou photos aériennes de l'IGN pour la période actuelle (1950 à aujourd'hui).

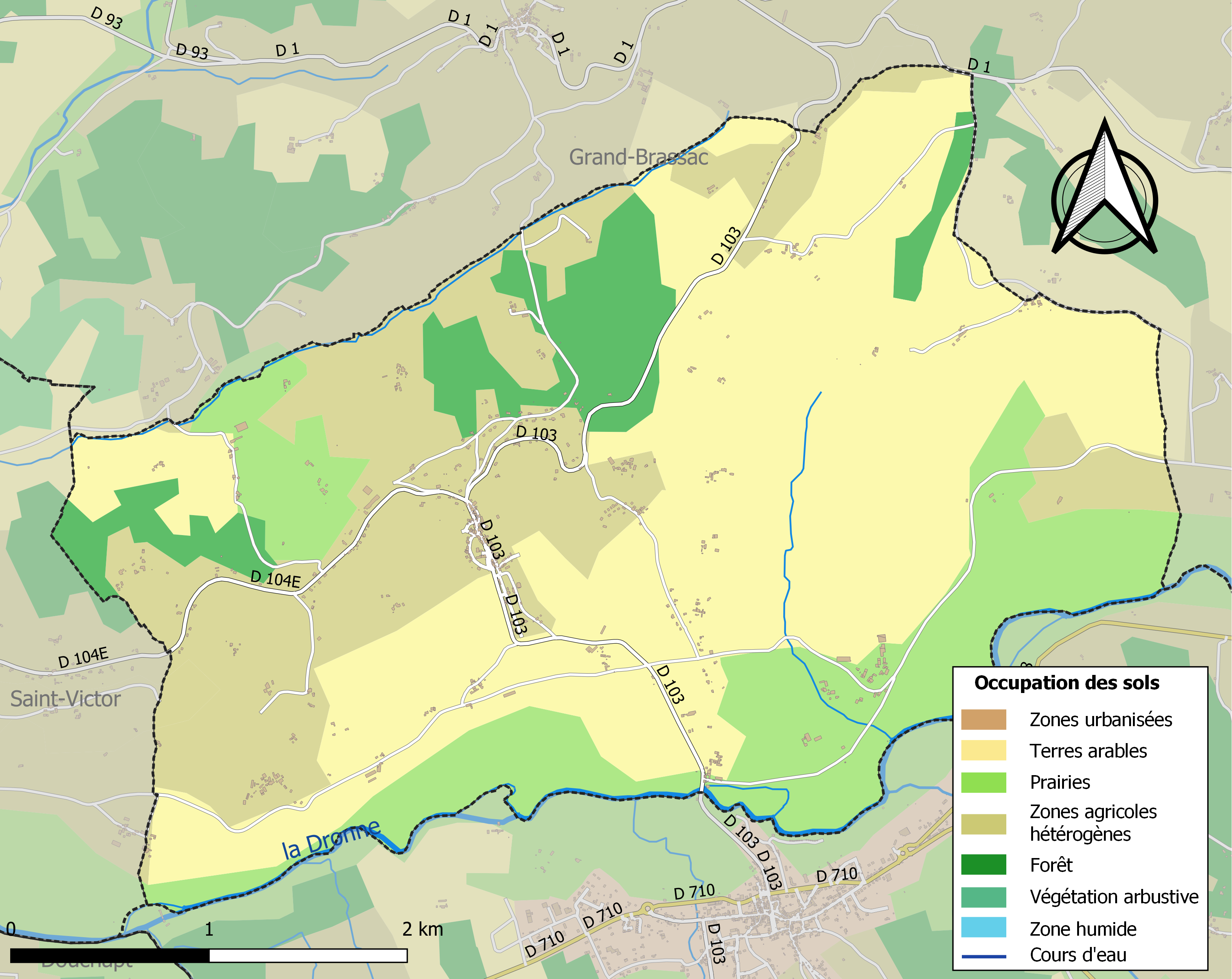
Carte des infrastructures et de l'occupation des sols de la commune en 2018 (CLC).

### Prévention des risques
Le territoire de la commune de Montagrier est vulnérable à différents aléas naturels : météorologiques (tempête, orage, neige, grand froid, canicule ou sécheresse), inondations, feux de forêts, mouvements de terrains et séisme (sismicité très faible). Un site publié par le BRGM permet d'évaluer simplement et rapidement les risques d'un bien localisé soit par son adresse soit par le numéro de sa parcelle.
Certaines parties du territoire communal sont susceptibles d’être affectées par le risque d’inondation par débordement de cours d'eau, notamment la Dronne. La commune a été reconnue en état de catastrophe naturelle au titre des dommages causés par les inondations et coulées de boue survenues en 1982, 1983, 1999, 2003 et 2006,. Le risque inondation est pris en compte dans l'aménagement du territoire de la commune par le biais du plan de prévention des risques inondation (PPRI) de la « vallée de la Dronne », couvrant 19 communes et approuvé le 31 janvier 2014, pour les crues de la Dronne,.
Montagrier est exposée au risque de feu de forêt. L’arrêté préfectoral du 14 mars 2013 fixe les conditions de pratique des incinérations et de brûlage dans un objectif de réduire le risque de départs d’incendie. À ce titre, des périodes sont déterminées : interdiction totale du 15 février au 15 mai et du 15 juin au 15 octobre, utilisation réglementée du 16 mai au 14 juin et du 16 octobre au 14 février. En septembre 2020, un plan inter-départemental de protection des forêts contre les incendies (PidPFCI) a été adopté pour la période 2019-2029,.

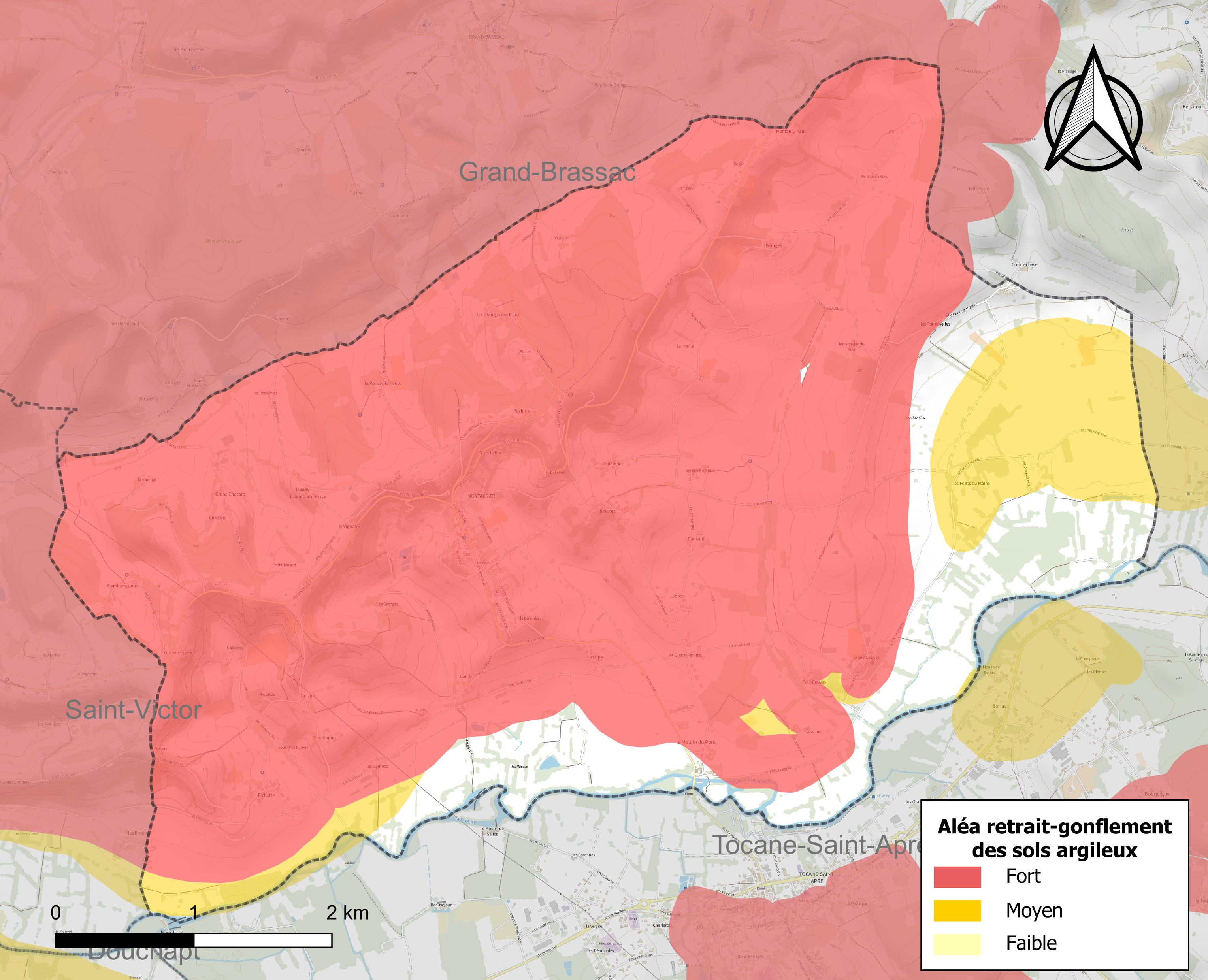
Carte des zones d'aléa retrait-gonflement des sols argileux de Montagrier.

Les mouvements de terrains susceptibles de se produire sur la commune sont des tassements différentiels. Le retrait-gonflement des sols argileux est susceptible d'engendrer des dommages importants aux bâtiments en cas d’alternance de périodes de sécheresse et de pluie. 87,6 % de la superficie communale est en aléa moyen ou fort (58,6 % au niveau départemental et 48,5 % au niveau national métropolitain). Depuis le 1er octobre 2020, en application de la loi ÉLAN, différentes contraintes s'imposent aux vendeurs, maîtres d'ouvrages ou constructeurs de biens situés dans une zone classée en aléa moyen ou fort,.
La commune a été reconnue en état de catastrophe naturelle au titre des dommages causés par la sécheresse en 1989, 1992, 1996, 2003 et 2011 et par des mouvements de terrain en 1999.

## Toponymie
En occitan, la commune porte le nom de Mont Agrier.

## Histoire
Déjà fortifiée à l'époque gallo-romaine, Montagrier fut un bastion anglais lors de la guerre de Cent Ans.

## Politique et administration

### Rattachements administratifs et électoraux
Dès 1790, la commune de Montagrier est le chef-lieu du canton de Montagrier qui dépend du district de Ribérac jusqu'en 1795, date de suppression des districts. En 1801, le canton est rattaché à l'arrondissement de Ribérac jusqu'en 1926, date de la suppression de cet arrondissement. À cette dernière date, il a été rattaché à l'arrondissement de Périgueux.
Dans le cadre de la réforme de 2014 définie par le décret du 21 février 2014, ce canton disparaît aux élections départementales de mars 2015. La commune est alors rattachée au canton de Brantôme renommé canton de Brantôme en Périgord en 2020.

### Intercommunalité
Fin 2002, Montagrier intègre dès sa création la communauté de communes du Val de Dronne. Celle-ci est dissoute au 31 décembre 2013 et remplacée au 1er janvier 2014 par la communauté de communes du Pays Ribéracois, renommée en 2019 communauté de communes du Périgord Ribéracois.

### Administration municipale
La population de la commune étant comprise entre 500 et 1 499 habitants au recensement de 2017, quinze conseillers municipaux ont été élus en 2020,.

### Liste des maires
| Période                                  | Période       | Identité           | Étiquette | Qualité                            |
| ---------------------------------------- | ------------- | ------------------ | --------- | ---------------------------------- |
| Les données manquantes sont à compléter. |               |                    |           |                                    |
|                                          |               |                    |           |                                    |
| (1881 ou avant)                          | mai 1888      | François Pinasseau |           |                                    |
| mai 1888                                 | mai 1896      | Jean Puypeyroux    |           |                                    |
| mai 1896                                 | février 1919  | Pierre Nadal       |           |                                    |
| février 1919                             | octobre 1919  | Élien Audemard     |           | Adjoint faisant fonctions de maire |
| octobre 1919                             | 1930          | Élien Audemard     |           |                                    |
| 1930                                     | mars 1931     | Denis Mazière      |           | Adjoint faisant fonctions de maire |
| mars 1931                                | juillet 1938  | Denis Mazière      |           |                                    |
| août 1938                                | décembre 1941 | Ambroise Pingot    |           |                                    |
| janvier 1942                             | octobre 1944  | Léon Fraud         |           |                                    |
| octobre 1944                             | octobre 1947  | Albert Lafaye      |           |                                    |
| octobre 1947                             | mars 1965     | Alain Moreau       |           |                                    |
| mars 1965                                | mars 1971     | Gilbert Mathieu    |           |                                    |
| mars 1971                                | juin 1993     | Jean-Pierre Daniel |           |                                    |
| juillet 1993 (réélu en mai 2020)         | En cours      | Francis Lafaye     | DVD       | Chef d'entreprise                  |

### Jumelages

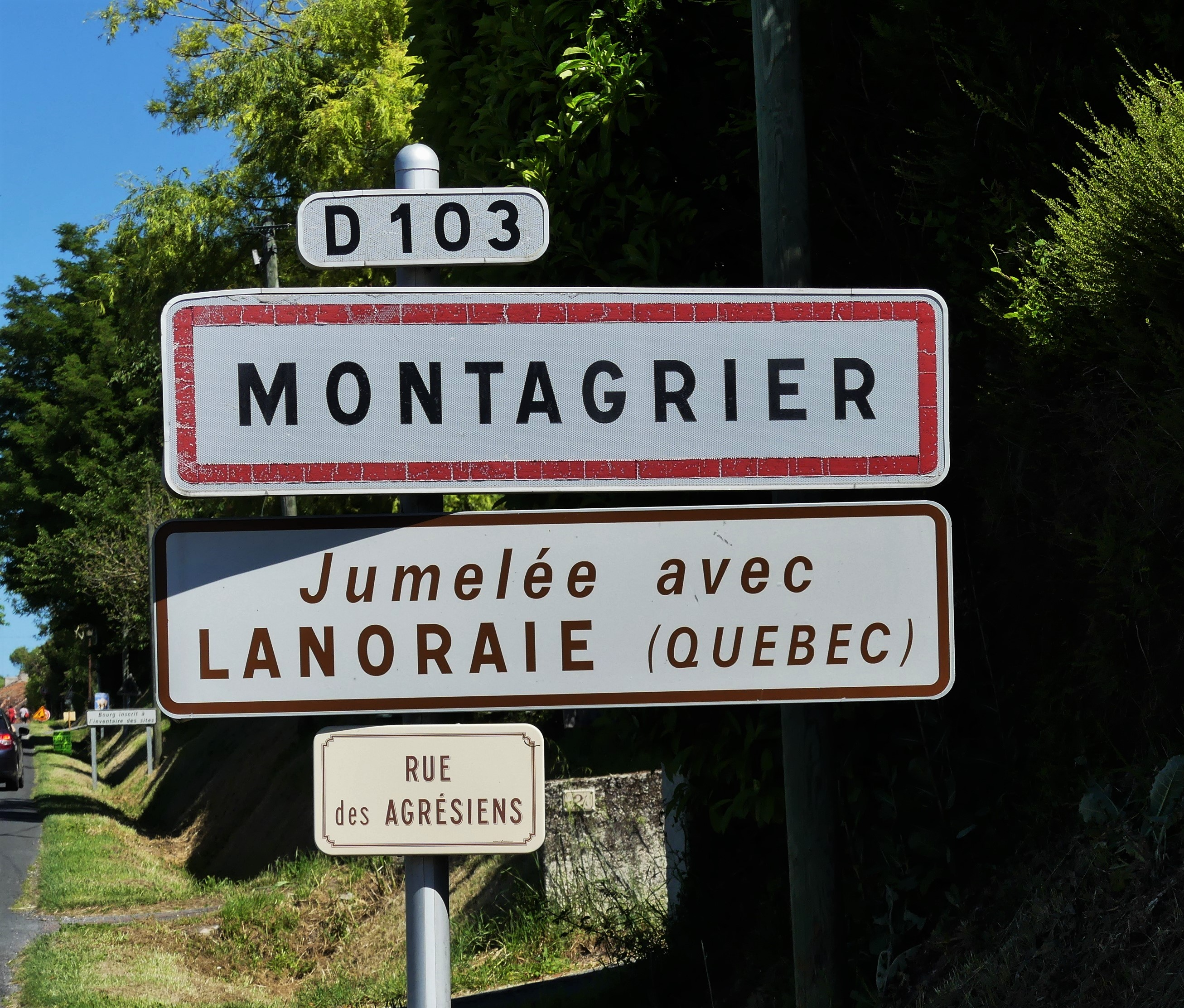
Panneau de jumelage avec Lanoraie.

- Lanoraie (Québec) depuis 2007

## Équipements et services publics

### Justice
Dans le domaine judiciaire, Montagrier relève : 
- du tribunal judiciaire, du tribunal pour enfants, du conseil de prud'hommes et du tribunal de commerce de Périgueux ;
- du pôle Nationalité du tribunal judiciaire de Périgueux (compétent uniquement dans le domaine de la nationalité) ;
- de la cour d'appel, du tribunal administratif et de la  cour administrative d'appel de Bordeaux.

## Population et société

### Démographie
L'évolution du nombre d'habitants est connue à travers les recensements de la population effectués dans la commune depuis 1793. Pour les communes de moins de 10 000 habitants, une enquête de recensement portant sur toute la population est réalisée tous les cinq ans, les populations de référence des années intermédiaires étant quant à elles estimées par interpolation ou extrapolation. Pour la commune, le premier recensement exhaustif entrant dans le cadre du nouveau dispositif a été réalisé en 2004.

En 2022, la commune comptait 507 habitants, en évolution de −3,61 % par rapport à 2016 (Dordogne : +0,37 %, France hors Mayotte : +2,11 %).
| 1793 | 1800 | 1806 | 1821 | 1831 | 1836 | 1841 | 1846 | 1851 |
| ---- | ---- | ---- | ---- | ---- | ---- | ---- | ---- | ---- |
| 838  | 850  | 758  | 720  | 842  | 858  | 830  | 891  | 913  |

| 1856 | 1861 | 1866 | 1872 | 1876 | 1881 | 1886 | 1891 | 1896 |
| ---- | ---- | ---- | ---- | ---- | ---- | ---- | ---- | ---- |
| 934  | 825  | 803  | 761  | 794  | 810  | 768  | 738  | 773  |

| 1901 | 1906 | 1911 | 1921 | 1926 | 1931 | 1936 | 1946 | 1954 |
| ---- | ---- | ---- | ---- | ---- | ---- | ---- | ---- | ---- |
| 702  | 729  | 683  | 654  | 600  | 607  | 608  | 540  | 477  |

| 1962 | 1968 | 1975 | 1982 | 1990 | 1999 | 2004 | 2006 | 2009 |
| ---- | ---- | ---- | ---- | ---- | ---- | ---- | ---- | ---- |
| 441  | 411  | 389  | 385  | 397  | 443  | 506  | 510  | 504  |

| 2014 | 2019 | 2022 | - | - | - | - | - | - |
| ---- | ---- | ---- | - | - | - | - | - | - |
| 522  | 496  | 507  | - | - | - | - | - | - |

### Manifestations culturelles et festivités
- Floralies en mai de chaque année (25e édition en 2019)[55].

## Économie

### Emploi
En 2015, parmi la population communale comprise entre 15 et 64 ans, les actifs représentent 217 personnes, soit 41,5 % de la population municipale. Le nombre de chômeurs (31) a augmenté par rapport à 2010 (24) et le taux de chômage de cette population active s'établit à 14,3 %.

### Établissements
Au 31 décembre 2015, la commune compte soixante-deux établissements, dont vingt-six au niveau des commerces, transports ou services, quatorze dans l'agriculture, la sylviculture ou la pêche, treize dans la construction, sept relatifs au secteur administratif, à l'enseignement, à la santé ou à l'action sociale, et deux dans l'industrie.

### Entreprises
Dans le secteur du BTP, parmi les entreprises dont le siège social est en Dordogne, la société « Lafaye bâtiment » (travaux de menuiserie bois et PVC) implantée à Montagrier se classe en 31e position quant au chiffre d'affaires hors taxes en 2015-2016, avec 3 644 k€.

## Culture locale et patrimoine

### Lieux et monuments

#### Patrimoine civil ou militaire
- La porte Wiridel, unique vestige du XIVe siècle des fortifications du bourg[60]
- Le Moulin du Pont sur la Dronne, XVIIIe et XXe siècles
- Le château de Gouyas

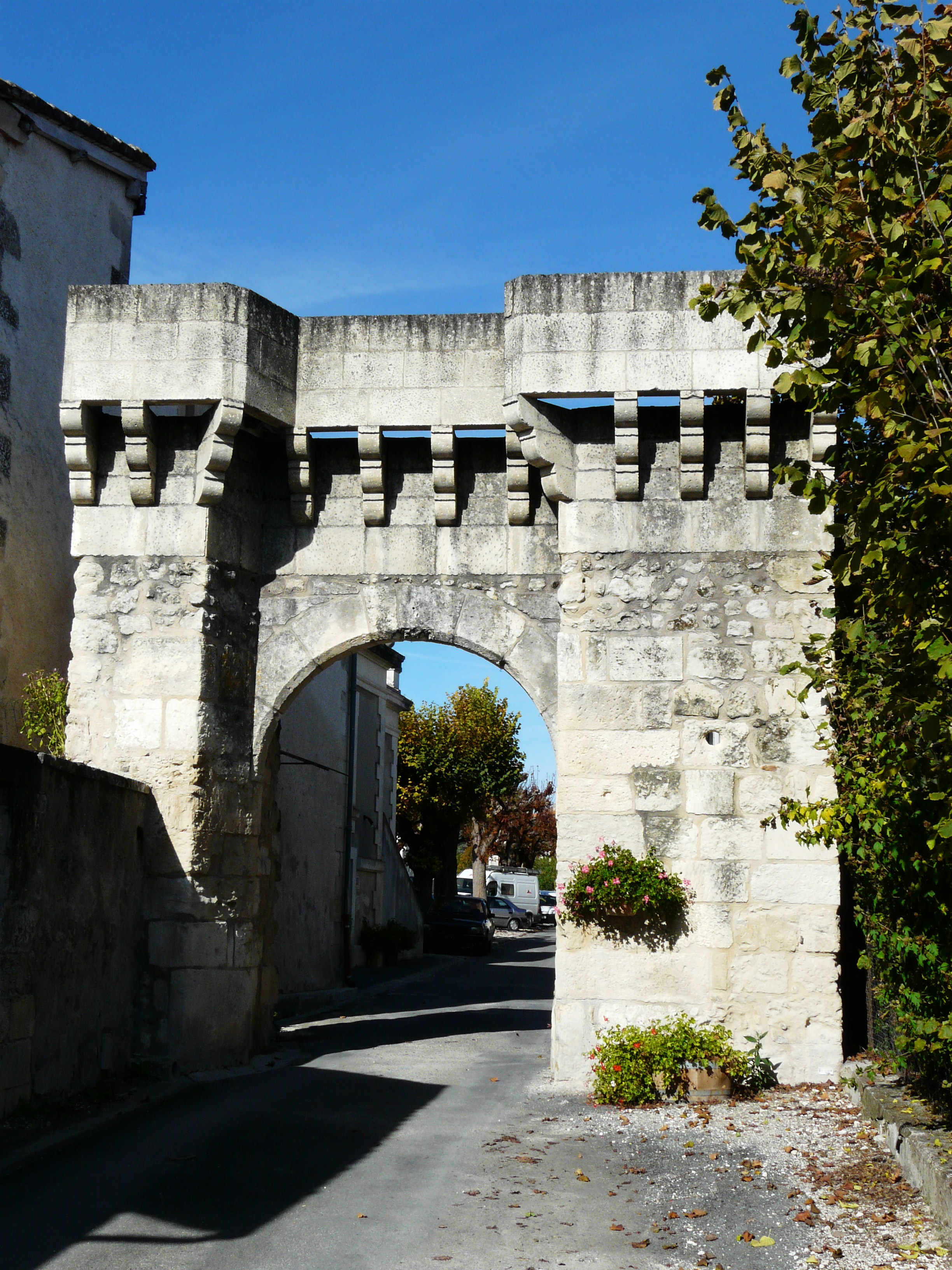
La porte Wiridel.
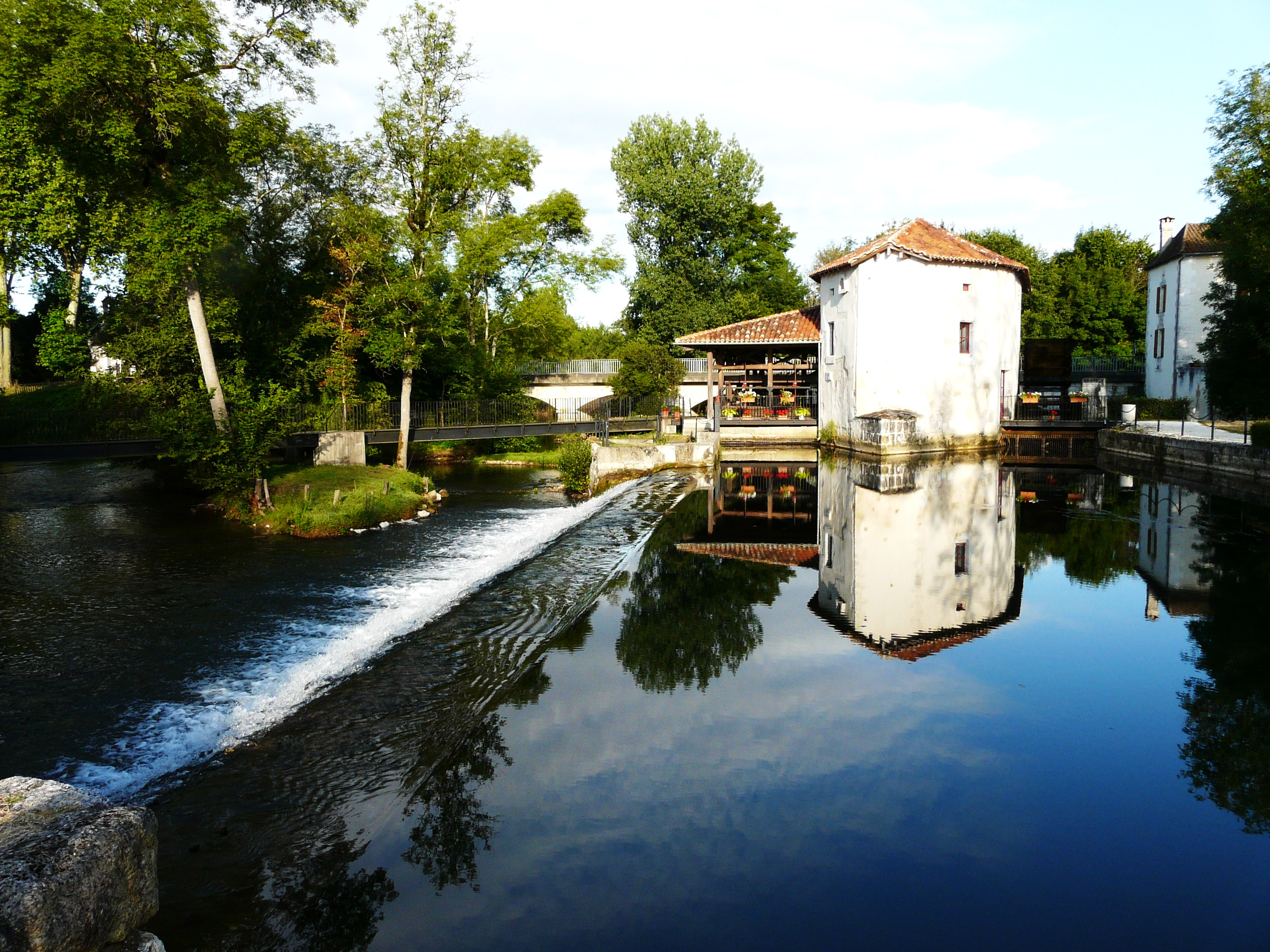
Le Moulin du Pont.
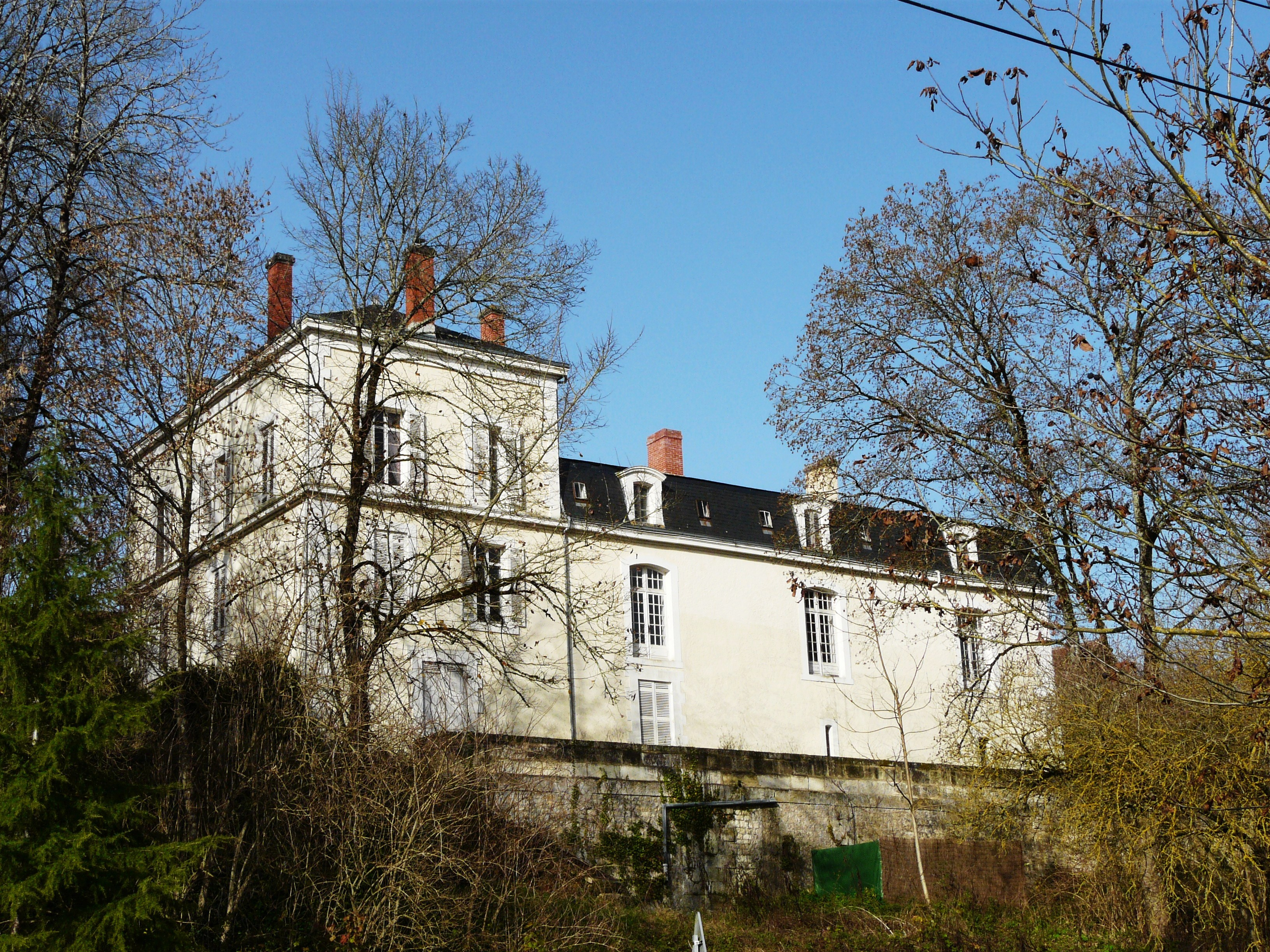
Le château de Gouyas.
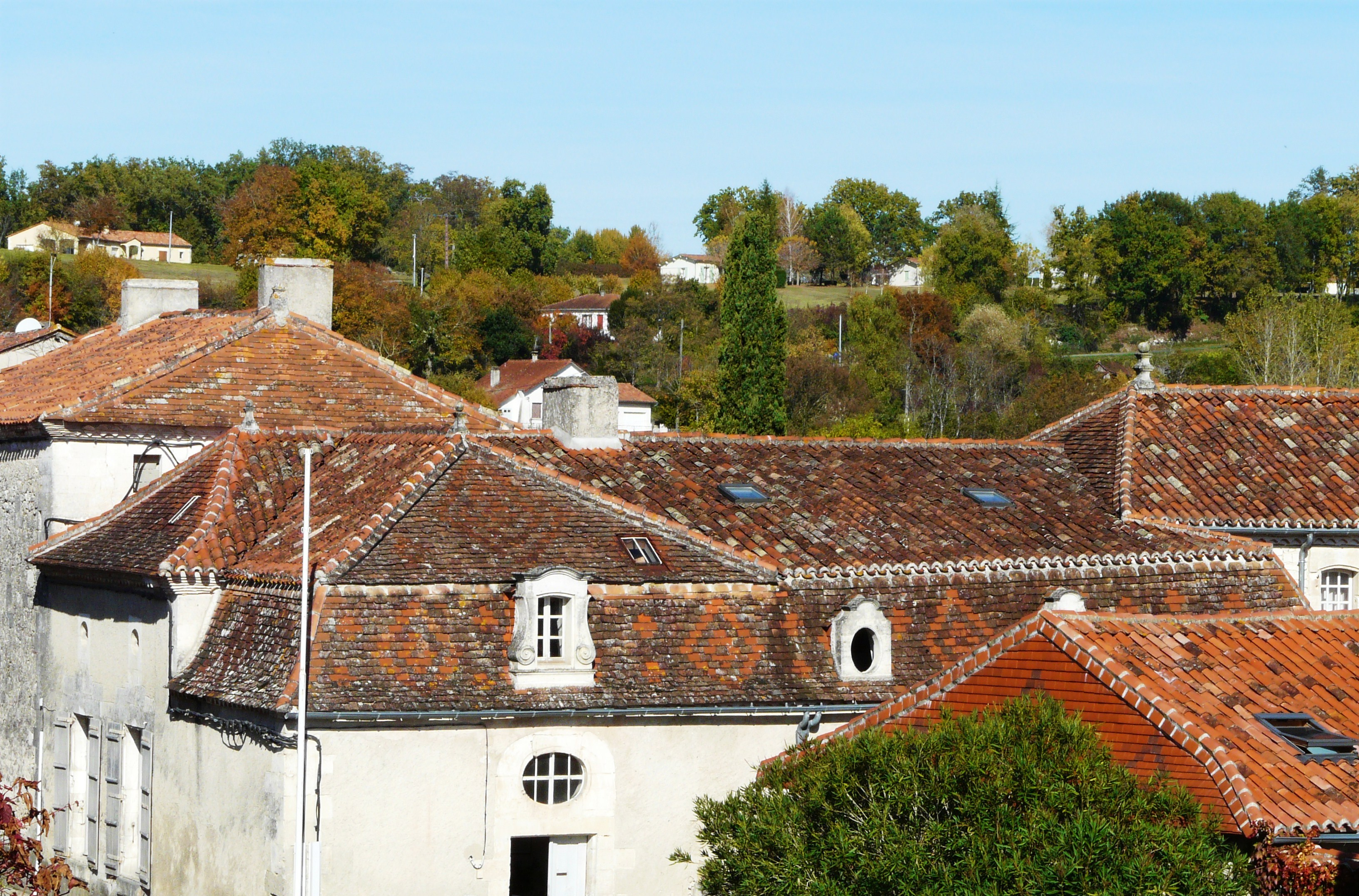
Les toits du bourg.

#### Patrimoine religieux
- L'église Sainte Madeleine, romane[61], est un ancien prieuré des XIe et XIIe siècles dépendant de l'abbaye de Brantôme, profondément remaniée à la fin du XIXe siècle, classée monument historique depuis 1912[62],[63]. Les bâtiments conventuels qui se trouvaient au nord de l'église ont disparu. Le prieuré devint l'église paroissiale quand cette dernière qui se trouvait dans le bourg fut détruite. La nef, jugée trop petite, fut démolie pour être agrandie et remplacée par une copie de l'ancienne. De l'ouvrage primitif il ne subsiste que le carré du transept, surmonté d'une coupole sur pendentifs, et les absides rayonnantes d'un plan subtrilobé très rare.
- La chapelle Saint Sicaire, XIXe siècle ; les deux sculptures en façade qui proviennent de l'ancienne chapelle Saint-Georges[64] dateraient du XIIIe siècle[65]
- La chapelle Saint Georges, transformée en salle d'expositions. Cette chapelle Saint-Georges succède à deux autres chapelles connues sous ce nom. Une première chapelle située au milieu du bourg fortifié a été ruinée pendant la guerre de Cent Ans. Marie de Foix-Candale, fille de Gaston III de Foix-Candale et de Marthe d'Astarac, entreprend de la reconstruire après son mariage avec Guy d'Aydie, vicomte de Ribérac et de Montagrier, en 1551. Elle y a fondé la chapellenie de Notre-Dame. Cette chapelle était en ruines à la Révolution. Elle a disparu au moment de la construction de la route qui traverse Montagrier. Une croix de jubilé a été élevée à son emplacement en 1856[66].
- La croix hosannière de Montagrier.

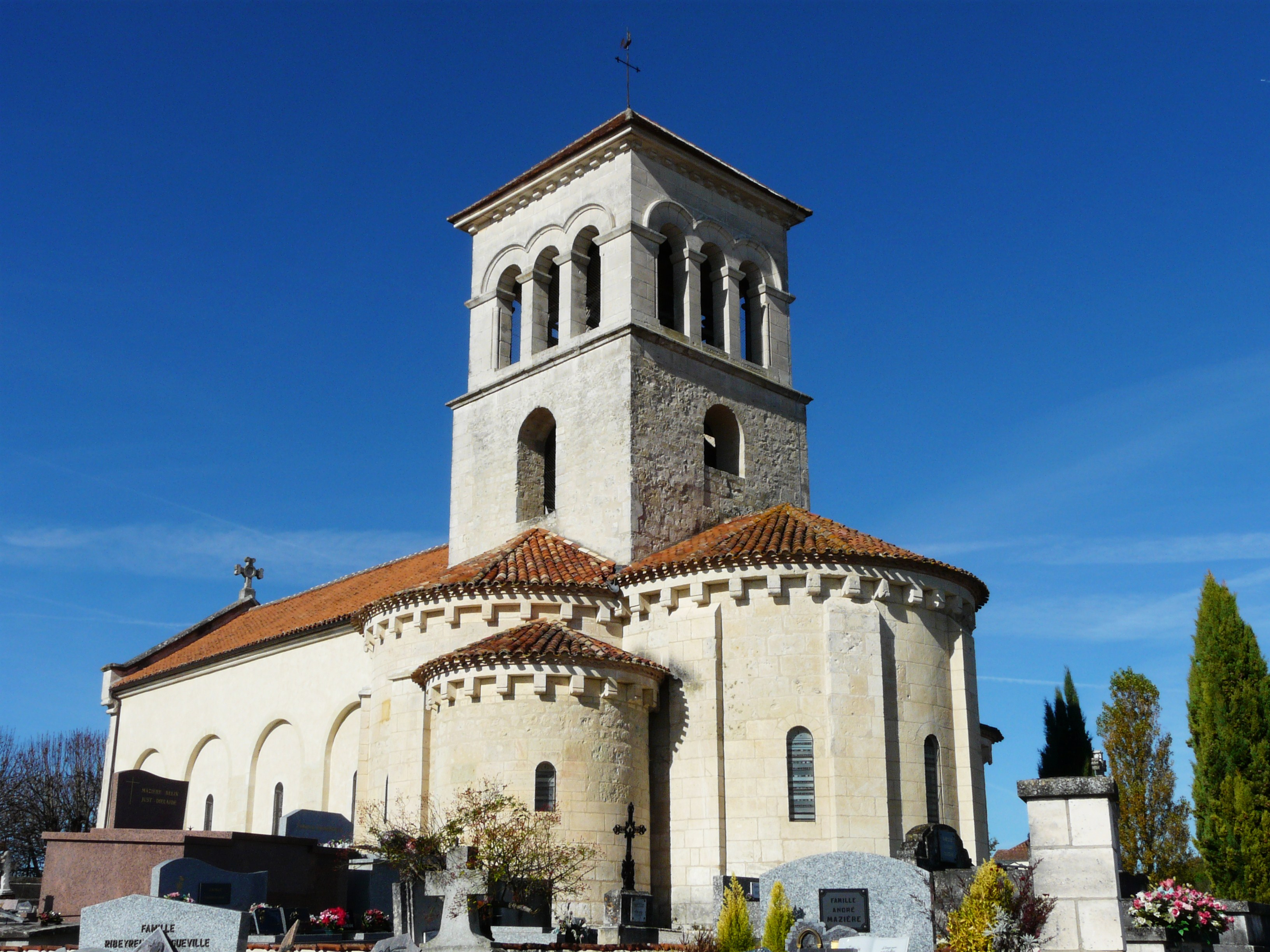
L'église Sainte Madeleine.
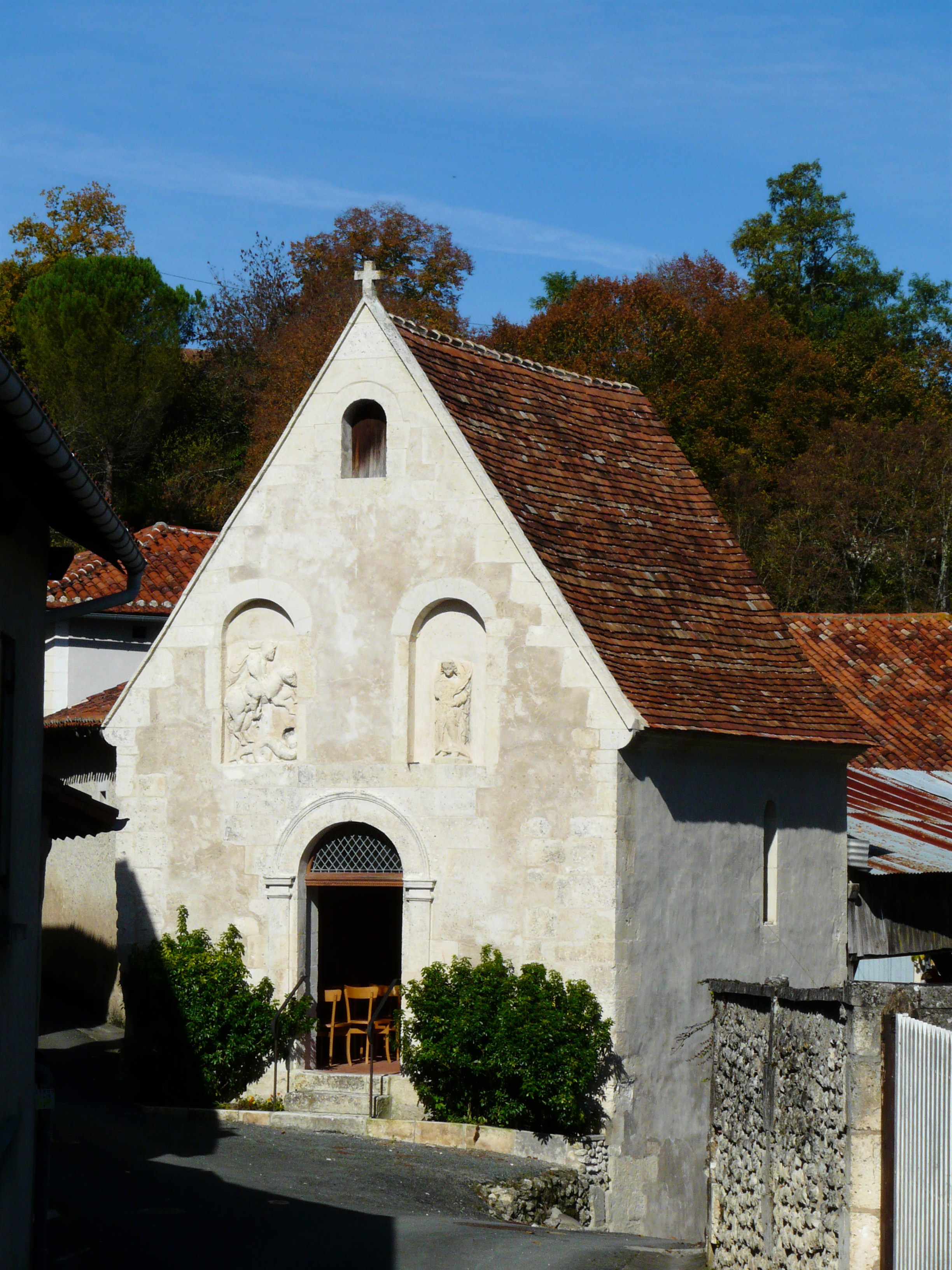
La chapelle Saint-Sicaire.
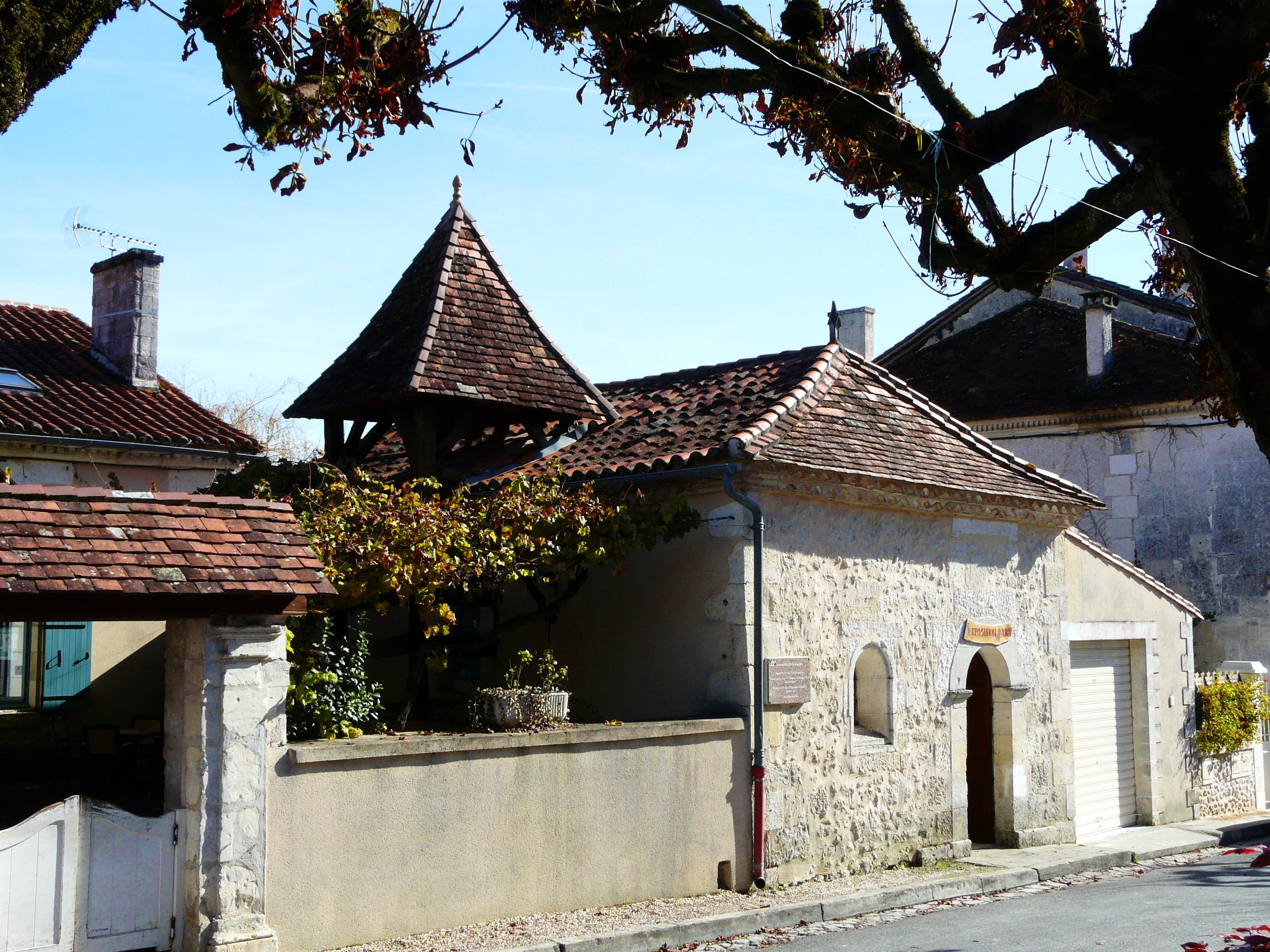
L'ancienne chapelle Saint-Georges.

### Patrimoine naturel

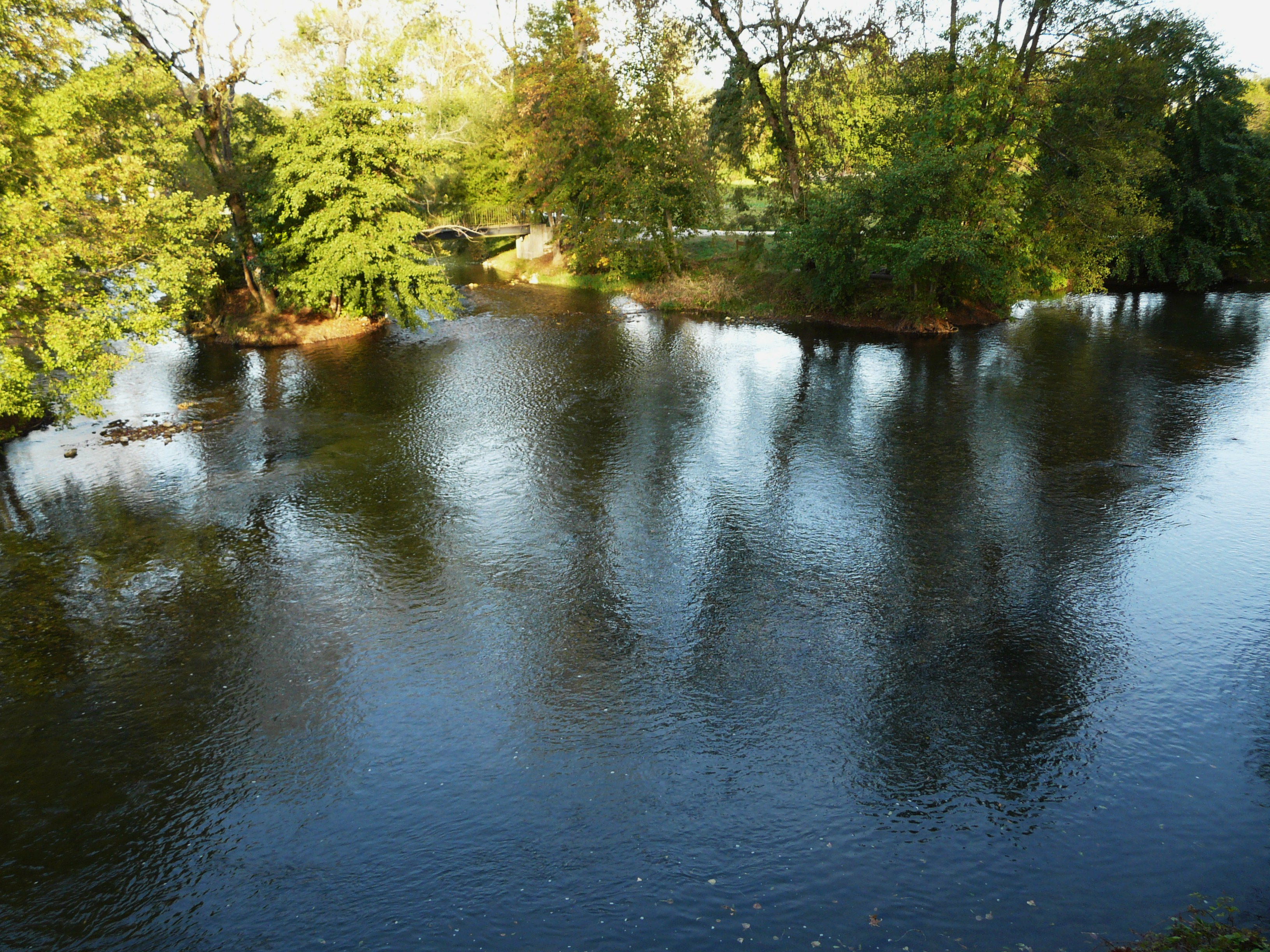
La Dronne au Moulin du Pont.

Bordée par la Dronne, la commune représente un grand intérêt pour la faune et la flore locales. Des zones de protection y sont donc délimitées. Par ailleurs, l'intérêt architectural du bourg de Montagrier en fait un site protégé.

#### Natura 2000
Deux sites Natura 2000 sont délimités sur le territoire communal.
Au sud, la Dronne et sa vallée sont considérées comme site important par le réseau Natura 2000 : la « vallée de la Dronne de Brantôme à sa confluence avec l'Isle ». La rivière s'écoule dans un milieu principalement composé de prairies humides et de terres cultivées avec des zones de bocage. On y rencontre plusieurs espèces de poissons menacées ainsi que des écrevisses à pattes blanches (Austropotamobius pallipes) et des visons (Mustela lutreola).
Les coteaux de la Dronne à dominante de pelouses sèches et de steppes calcicoles présentent de nombreuses espèces d'orchidées terrestres.

#### ZNIEFF
Toujours en relation avec la Dronne, la commune présente une zone naturelle d'intérêt écologique, faunistique et floristique (ZNIEFF) de type 2, bocagère,, protégée pour sa faune et sa flore spécifiques.

#### Site remarquable
L'ensemble formé par le bourg de Montagrier et ses abords immédiats est, sur plus de 23 hectares, un site inscrit  depuis 1974,.

### Héraldique
| Blason de Montagrier | Blason  | Parti, au 1er, de gueules à la muraille crènelée et donjonnée d'argent maçonnée de sable, ouverte et ajourée du champ, la herse baissée, sur une terrasse de sinople au chemin aussi d'argent menant de la porte au canton dextre de la pointe, le tout surmonté d'une colombe de même portant dans son bec une branche d'olivier de sinople, au 2nd, de sable au bouquet de trois épis de blé feuillé d'or sur une terrasse de sinople et surmonté d'une étoile d'or. |
| Blason de Montagrier | Détails | Le statut officiel du blason reste à déterminer. |

## Pour approfondir